# سخت افزار ضبط تماس

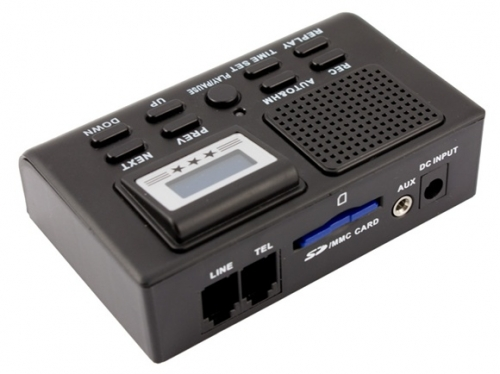
ضبط کننده تلفن، سخت افزاری است که می‌تواند برای ضبط مکالمات تلفنی بر روی هارد دیسک، کارت SD یا نوار استفاده شود.

سخت افزار ضبط تماس یا ضبط کننده تلفن، سخت افزاری است که می‌توان از آن برای ضبط مکالمات تلفنی استفاده کرد. سخت افزار ضبط تماس اغلب توسط مجریان قانون، وکلا، روزنامه نگاران و مراکز تماس برای ضبط تراکنش تلفنی با مشتریان استفاده می‌شود.

## تاریخ
متخصصان مجری قانون در دهه ۱۸۹۰ شروع به استفاده از سخت افزار برای ضبط تماس‌های تلفنی کردند. این مستلزم دسترسی فیزیکی به خطوطی بود که تماس‌ها از طریق آنها انجام می‌شد.
سخت افزار ضبط تماس مبتنی بر PBX توسط فروشندگان PBX و اشخاص ثالث فروخته می‌شود. این سخت افزار به سانترال متصل است. می‌توان آن را به گونه ای پیکربندی کرد که همه تماس‌ها یا برخی تماس‌ها را به صورت تصادفی یا در صورت تقاضا ضبط کند. کسب و کارها، به ویژه مراکز تماس، از ضبط تماس برای آموزش، مدیریت کیفیت و رعایت قوانین استفاده می‌کنند.
سخت‌افزار ضبط تماس مصرف‌کننده در دهه ۱۹۷۰ همراه با اولین دستگاه‌های منشی تلفنی درجه یک مصرف‌کننده معرفی شد. این دستگاه‌ها به همان خط فیزیکی یکی از تلفن‌های درگیر در مکالمه متصل بودند. در حالی که دستگاه‌های پیچیده‌تر به‌طور خودکار هنگام برقراری تماس فعال می‌شوند، اکثر آنها دستی بودند.
ضبط‌کننده‌های تماس مدرن معمولاً سرورهای مبتنی بر ویندوز سرور ۲۰۰۳/۲۰۰۸ هستند که از کارت‌های Dialogic (Intel) خاصی استفاده می‌کنند که برای TDM T۱ و ISDN-PRI برای ضبط سمت صندوق، و کارت‌های جانبی ایستگاه آنالوگ و دیجیتال برای ضبط از ایستگاه‌ها طراحی شده‌اند. اغلب نرم افزار سرویس گیرنده توسط رایانه کاربر هم برای ضبط صفحه و هم برای شروع ضبط صدا مورد نیاز است. همچنین می‌توانید SIP Trunkها را با استفاده از درگاه‌های نصب شده روی پورت‌های شبکه با پیکربندی خاص که آدرس IP ندارند و به‌عنوان اسنیفر برای ترافیک SIP استفاده می‌شوند، ضبط کنید و می‌توان آن‌ها را برای ضبط همه یا فقط تماس‌های خاص پیکربندی کرد. بیشتر آنها از پایگاه‌های اطلاعاتی informix و SQL استفاده می‌کنند و ممکن است از سرورهای ادغام و تحلیلگرهای IP نیز استفاده کنند که گاهی اوقات در یک ماشین جمع می‌شوند.
ضبط کننده‌های مدرن عبارتند از Digital Loggers, Verint, Witness, NICE, Call Copy, VersaDial, SIP Print, OrecX و بسیاری دیگر. فایروال‌های صوتی Securelogix می‌توانند به عنوان ضبط کننده نیز عمل کنند.

## استفاده می‌کند

### اجرای قانون
استفاده مجری قانون از سخت افزار ضبط تماس در دو حوزه متمرکز است: ۱. امنیت داخلی ضبط امنیت داخلی شامل رهگیری تماس‌های داخلی و بین‌المللی است. دولت ایالات متحده تماس‌ها را در چندین آژانس به‌صورت قانونی ثبت می‌کند. سخت افزار مورد استفاده در این نرم افزار عموماً از بانک‌های بزرگی از سرورها و آرایه‌های دیسک تشکیل شده‌است. ۲. مراکز تماس E-۹۱۱ و نقاط دسترسی خدمات عمومی (PSAP) با ظهور پروژه‌های E-۹۱۱ و P.25, PSAPها در حال ارتقاء سخت افزار ضبط خود هستند. سیستم‌های جدیدتر شامل رابط‌های سخت افزاری برای بهبود عملکرد متقابل و سازگاری با سیستم‌های رادیویی خارج از PSAP (یعنی رادیوهای نظامی) هستند. سیستم‌های جدیدتر ضبط مجری قانون شامل رابط‌های سخت افزاری برای این رادیوها هستند.

## انواع

### نوار کاست
ضبط نوار کاست مانند منشی تلفنی بین پریز دیواری تلفن و خود تلفن نصب می‌شود. تماس‌های تلفنی از طریق ضبط کننده جریان دارد. اگر ضبط روشن باشد، تماس ضبط می‌شود. ضبط‌ها با نوار مغناطیسی ساخته می‌شوند و می‌توانند در دستگاه‌های سازگار دیگر پخش شوند.

### دیجیتال
ضبط دیجیتال تا حد زیادی جایگزین ضبط صوت شده‌است. آنها دقیقاً به همان روش کار می‌کنند، اما به جای ضبط روی نوار مغناطیسی، روی رسانه دیجیتال ضبط می‌کنند. ضبط‌کننده‌های دیجیتال قادر به ضبط فراداده تماس مانند زمان تماس، طول تماس و شناسه تماس گیرنده هستند.
ویژگی‌های پیشرفته عبارتند از:
- امکان کپی فایل‌ها بر روی رسانه‌های قابل جابجایی مانند حافظه‌ها،
- آپلود خودکار در رایانه شخصی و…
- رونویسی خودکار تماس‌های ضبط شده

### کامپیوتر
در صورت استفاده از رایانه شخصی به جای سخت افزار تخصصی، نیاز به انتقال فایل‌های تماس از یک ضبط کننده به رایانه برای بررسی و تجزیه و تحلیل به‌طور کامل حذف می‌شود. این در صورتی امکان‌پذیر است که رایانه شخصی مجهز به برد صوتی باشد که از طریق آن تماس‌ها انجام شود. تماس‌ها را می‌توان با یک تلفن استاندارد یا خود رایانه قطع کرد. فراداده تماس‌ها و تماس‌ها در هارد رایانه شخصی ذخیره می‌شود.
ضبط تماس مبتنی بر رایانه معمولاً شامل نرم‌افزاری برای بازیابی و بررسی تماس‌های ضبط شده‌است.

## پیشرفت‌های اخیر
خدمات ضبط تماس اکنون این امکان را برای مصرف‌کنندگان و مشاغل فراهم می‌کند تا تماس‌های تلفنی خود را بدون هیچ سخت افزاری ضبط کنند. این خدمات در صورت تقاضا در دسترس هستند. آنها ضبط‌ها را متمرکز می‌کنند، معمولاً آنها را از طریق یک پورتال وب در دسترس قرار می‌دهند و بازیابی و بازبینی را تسهیل می‌کنند.

## یادداشت
1. ↑  Telephone tapping#History
2. ↑  «The History of Answering Machines». بایگانی‌شده از اصلی در ۱۳ ژوئیه ۲۰۱۲. دریافت‌شده در ۸ ژوئن ۲۰۲۲.